# Адамс, Элуин
Элуин Адамс (англ. Elwyn Adams; 1933, Кливленд — 29 ноября 1995, Гейнсвилл) — афроамериканский скрипач.
С четырёх лет учился играть на фортепиано, с пяти — на скрипке, в семилетнем возрасте впервые выступил по местному радио. Окончил Консерваторию Новой Англии, ученик Ричарда Бургина; затем совершенствовал своё мастерство в Бельгии под руководством Артюра Грюмьо.
Играл в оркестрах Франции и Квебека, концертировал в США как солист (часто в сопровождении Филиберта Мееса), оставил несколько записей (Эжен Изаи, Эрнест Шоссон, Морис Равель и др.). С 1970 г. преподавал во Флоридском университете. Был известен как активный участник движения чернокожих музыкантов, входил в состав жюри Национального конкурса чернокожих исполнителей, участвовал в различных благотворительных кампаниях.